# Marcelo Tubert
Pour les articles homonymes, voir Tubert.
Marcelo Tubert, né en février 1952 à Córdoba, est un acteur argentin naturalisé américain, spécialisé dans le doublage.

## Biographie
Tubert fait quelques voix additionnelles sur des séries mais il s'illustre aussi comme acteur. Il participe à un épisode de la série À la Maison-Blanche où il joue le rôle du premier ministre palestinien Saeb Mukarat. Plus tard, il joue dans la série Cory est dans la place interprétant le personnage de l'ambassadeur Raum Paroom.
Il participe également à des doublages de films d'animations mais comme une voix secondaire, ainsi que pour des jeux vidéo.

## Filmographie
- 2003 :  Monk - (série télévisée) - Saison 2, épisode 2 (Monk part à Mexico (Mr. Monk Goes to Mexico) ) : Hector
- 2013 : G.I. Joe : Conspiration de Jon Chu : le président de la République française